# Елени Герасимиду
Елѐни Никола̀у Герасимѝду (на гръцки: Ελένη Νικολάου Γερασιμίδου) е гръцка театрална, кино и телевизионна актриса и политик от Комунистическата партия на Гърция, депутат в Гръцкия парламент (2012 - 2015).

## Биография
Родена е на 11 декември 1949 година в семейство на понтийски гърци в Панорама, предградие на македонския град Солун, Гърция. Сестра ѝ Натаса Герасимиду също е актриса. В 1973 година Елени Герасимиду завършва Театралното училище на Зизос Харацарис в родния си град. Започва работа като актриса и играе в театъра, киното и телевизията, като натрупва голяма популярност. Първата ѝ роля в телевизията е от 1974 година в „Гранична станция“ (Μεθοριακός σταθμός). Женена е за актьора Андонис Ксенос, с когото заедно играят в сериала „Ние и ние“ и с когото имат дъщеря, която се занимава с режисура и актьорско майсторство.
На парламентарните избори в Гърция през май и юни 2012 година и през януари 2015 година е избрана за депутат от Комунистическата партия на Гърция от Втори Солунски избирателен район.